# 內蝕

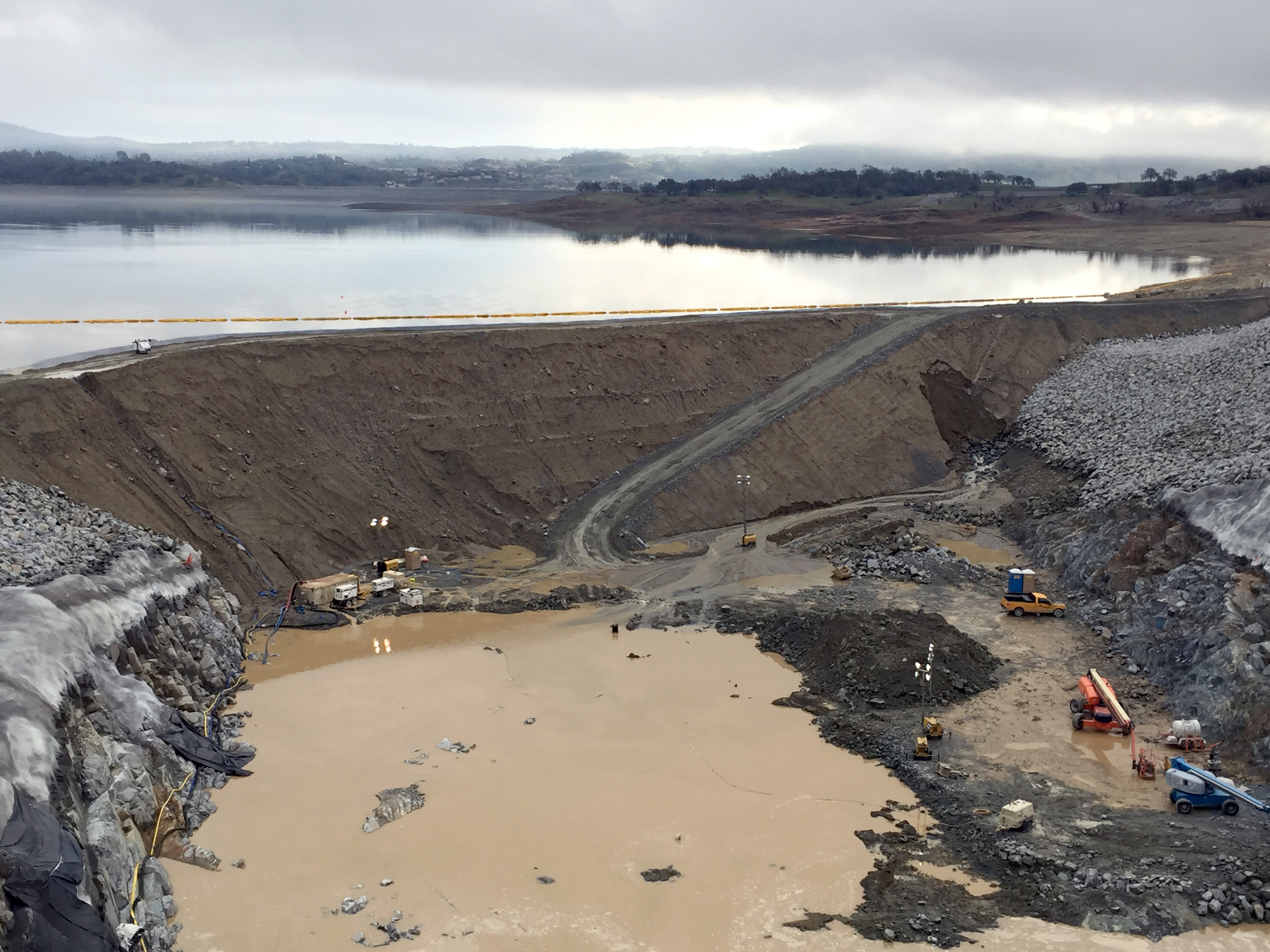
加州福爾瑟姆市福爾瑟姆水壩在2016年1月20日凌晨4點發生內蝕，圖為當日10時美國陸軍工兵部隊薩克拉門托支隊建築輔助溢洪道的施工現場

內蝕（英語：Internal erosion），又稱潜蚀、管涌，是指由於滲流導致物質流失而在土壤內形成空隙的作用。它是堤防倒塌的第二常見原因，也是土壩倒塌的主要原因之一，大約一半的堤防倒塌是由它造成的。
當水滲入大壩或地基材料的孔隙和裂縫所施加的水力足以使顆粒分離並將其輸送出大壩結構時，就會發生內蝕。內蝕尤其危險，因為可能沒有外部證據，或者只有微小的證據表明它正在發生。當內蝕的跡象變得明顯後，大壩可能會在幾個小時內潰決。
管涌（英語：Piping）是一種和內蝕相關的現象，是指的透過滲漏逐漸發展的內蝕，進而在下游出現一個排水孔。管涌是由下游和沿上游線路向外部環境的顆粒的溯源侵蝕引起的，直到形成連續的管道。